# Nadarzyn
Nadarzyn – wieś (dawniej miasto) w Polsce położona w województwie mazowieckim, w powiecie pruszkowskim, w gminie Nadarzyn.
Na terenie wsi utworzono dwa sołectwa: Nadarzyn I i Nadarzyn II.
| SIMC    | Nazwa    | Rodzaj    |
| ------- | -------- | --------- |
| 0005380 | Stasinek | część wsi |
| 0005470 | Stefanka | część wsi |

Miejscowość jest siedzibą gminy Nadarzyn, rzymskokatolickiej parafii św. Klemensa oraz Biura Oddziału Świadków Jehowy, nadzorującego działalność Świadków Jehowy w Polsce. Wieś jest podzielona na dwa sołectwa Nadarzyn I i Nadarzyn II.
Nadarzyn uzyskał lokację miejską w 1453 roku, prawa miejskie stracił w 1870 roku. Nadarzyn, będący własnością szlachecką położony był w drugiej połowie XVI wieku w powiecie błońskim ziemi warszawskiej województwa mazowieckiego. Do 1952 roku miejscowość była siedzibą gminy Młochów. W latach 1954–1972 wieś należała i była siedzibą władz gromady Nadarzyn. W latach 1975–1998 miejscowość położona była w województwie warszawskim.

## Położenie
Położony 22 km na południowy zachód od Warszawy, nad rzeką Zimna Woda (dopływ Rokitnicy) (dopływem Utraty). Miejscowość leży przy skrzyżowaniu drogi krajowej nr 8 i drogi wojewódzkiej nr 720 oraz drogi gminnej Nadarzyn-Kajetany-Szamoty-Jabłonowo, będącej dojazdem do drogi krajowej nr 7.

## Historia
Nadarzyn jest starą osadą z tradycją sięgającą czasów Księstwa Mazowieckiego. Pierwsze wzmianki o Nadarzynie pochodzą z początków XV wieku, kiedy to stanowił on prywatną własność rodziny Nadarzyńskich herbu Radwan, rezydującej w sąsiednim Ruścu. W roku 1453 Tomasz Nadarzyński uzyskał od księcia mazowieckiego, Bolesława IV, przywilej na lokację miasta na prawie chełmińskim. Była to trzydziesta ósma lokacja na Mazowszu w XV wieku, co niewątpliwie świadczyło o świetności Nadarzyna tamtych lat. Przywileje miejskie zostały potwierdzone przez wielu królów polskich: Zygmunta Starego w 1529 roku, Zygmunta II Augusta w 1559 roku, Jana III Sobieskiego w 1682 roku, Augusta II w 1698 roku i Stanisława Augusta Poniatowskiego w 1779 roku.
W 1453 roku, czyli w roku uzyskania praw miejskich, z fundacji Tomasza z Ruśca wzniesiony został pierwszy drewniany kościół. Kilkanaście lat później, w 1469 roku, biskup poznański, Andrzej z Bnina Opaliński, zatwierdził przy kościele parafię, mającą swą kaplicę w Ruścu. Parafia Nadarzyn była wówczas pod wezwaniem Nawiedzenia NMP i św. Leonarda i znajdowała się na terenie diecezji poznańskiej.
Z 1507 roku pochodzi pierwsze świadectwo istnienia osiedla żydowskiego w Nadarzynie.
W 1554 roku Zofia z Mrokowskich Nadarzyńska założyła pierwszą szkołę w Nadarzynie, a wkrótce potem wraz z Barbarą Pilikową pierwszy szpital pod wezwaniem Św. Ducha, który jednocześnie był przytułkiem dla ubogich. Mieścił się on przy obecnej ulicy Poświętnej, a w jego pobliżu stała figura Matki Bożej. Szpital przetrwał do czasów rozbiorów.
Nowy kościół na miejsce starego, zniszczonego i spalonego przez Szwedów, powstał w 1661 roku, a wzniesiony został przez Michała Karnkowskiego, wojewodę płockiego, starostę wyszogrodzkiego, dziedzica Walendowa, Nadarzyna i Wolicy jednocześnie.
W wiekach XVII i XVIII Nadarzyn kilkakrotnie zmieniał właścicieli. Od 1678 roku był własnością jezuitów płockich, od 1774 roku należał do rodziny Branickich, a potem Ogińskich.
Miasto intensywnie się rozwijało dzięki korzystnemu położeniu przy kupieckim trakcie częstochowskim, jednej z nielicznych dróg przecinającej wówczas okolice. W niespokojnym schyłku XVIII wieku, kiedy wojska pruskie i rosyjskie okupowały i grabiły tereny polskie, ucierpiał również i Nadarzyn, w okolicach którego odbył się szereg potyczek powstania kościuszkowskiego.
Po trzecim rozbiorze Polski, powiat błoński, w skład którego wchodził wówczas Nadarzyn, znalazł się w obrębie zaboru pruskiego. Od 1807 roku był w Księstwie Warszawskim, a w 1815, w ramach Królestwa Polskiego, pod zaborem rosyjskim.
W 1806 roku z fundacji Tomasza Adama hrabiego Ostrowskiego, herbu Rawicz, senatora, wojewody i prezesa Senatu Królestwa Polskiego, powstał kościół parafialny pod wezwaniem św. Klemensa wzniesiony według projektu architekta Jakuba Kubickiego. W tym samym czasie i w tym samym klasycystycznym stylu, Kubicki zaprojektował zajazd usytuowany w pobliżu kościoła i rynku, a jednocześnie u wylotu głównego traktu w kierunku Warszawy. Zajazd ten, obszerny i wygodny, dający schronienie zarówno podróżnym, jak ich koniom, zaopatrzony w szynk z zapleczem, stał się znaną i licznie odwiedzaną, szczególnie przez kupców, gospodą. Zaszczytem dla zajazdu była wizyta w nim księcia Józefa Poniatowskiego, który w 1809 roku przed bitwą pod Raszynem zagościł tu wraz ze swoim sztabem.
Kolejne zniszczenia i rabunki miały miejsce w okresie powstania listopadowego, kiedy znaczne siły rosyjskie zostały skoncentrowane na linii Błonie-Nadarzyn. Wkrótce po upadku powstania, w 1837 roku, zaborcy rosyjscy przemianowali województwo warszawskie na gubernię warszawską. Następne zmiany nastąpiły po stłumieniu kolejnego patriotycznego zrywu Polski, powstania styczniowego. W 1869 roku przeprowadzony został nowy podział administracyjny guberni. W tym samym roku władza rosyjska odebrała Nadarzynowi prawa miejskie nadając mu status osady.
Mimo to stale wzrastała liczba mieszkańców Nadarzyna: pod koniec XIX wieku żyło tu około 1200 osób, a w 1910 roku około 2500.
Zniszczenia I wojny światowej nie ominęły również Nadarzyna, którego ludność pod koniec wojny została zredukowana do połowy, głównie na skutek ewakuacji podczas przygotowań linii frontu. W roku 1915 pożar zniszczył zwartą, drewnianą zabudowę wokół rynku, a w listopadzie 1918 roku członkowie założonej przed dziewięcioma latami Ochotniczej Straży Pożarnej pod dowództwem Kazimierza Rosińskiego brali udział w rozbrajaniu Niemców.
W latach międzywojennych Nadarzyn należał do gminy Młochów powiatu błońskiego. Był jednak siedzibą gminy, która mieściła się w jednym z budynków okalających plac marszałka Piłsudskiego, gdzie obecnie stoi popiersie marszałka. Ludność całej gminy liczyła wówczas około 10,5 tysiąca osób, w tym olbrzymią większość, około 9,5 tysiąca stanowili Polacy, a do mniejszości narodowych należeli Żydzi, którzy zajmowali się głównie handlem. Poza tym mieszkało tu niewielu Niemców i Rosjan.
W niepodległej już Polsce nadal pracowała Ochotnicza Straż Pożarna, a obok niej rozwijało swą działalność Kółko Rolnicze, które prowadziło szkolenia rolników między innymi poprzez wizytowanie gospodarstw o najlepszych wynikach. W roku 1932 oddano do użytku drewnianą szkołę o sześciu izbach lekcyjnych, która służyła także jako przedszkole. Została jednak rozebrana, ustępując miejsca nowemu gmachowi przedszkola. W 1935 roku powstał w Nadarzynie Gminny Ośrodek Zdrowia, którego pierwszym kierownikiem był dr. Wróbel.
W latach II wojny światowej, położony na szlaku, którym posuwała się I niemiecka dywizja, Nadarzyn był jednym z punktów oporu wojsk polskich. Wiosną 1940 roku ekshumacja i pogrzeb pomordowanych wcześniej osób przekształciły się w patriotyczną manifestację z chóralnie odśpiewaną „Rotą”. Na terenie tym działał ZWZ, przekształcony później w Armię Krajową, której dowódcą był Henryk Bolicki z Podkowy Leśnej o pseudonimie „Twardy”. 17 stycznia 1945 roku do Nadarzyna wkroczyły oddziały Armii Czerwonej, co zakończyło okres okupacji niemieckiej.
Nadarzyn jest siedzibą gminy, którą zamieszkuje około 11 tysięcy osób. Po przełomie w 1989 roku powstały nowe osiedla. Zmieniła się w związku z tym struktura zawodowa mieszkańców gminy, powstało wiele przedsiębiorstw, rozrosło się zaplecze handlowe. To z kolei stało się powodem modernizacji obiektów użytku publicznego oraz dróg.

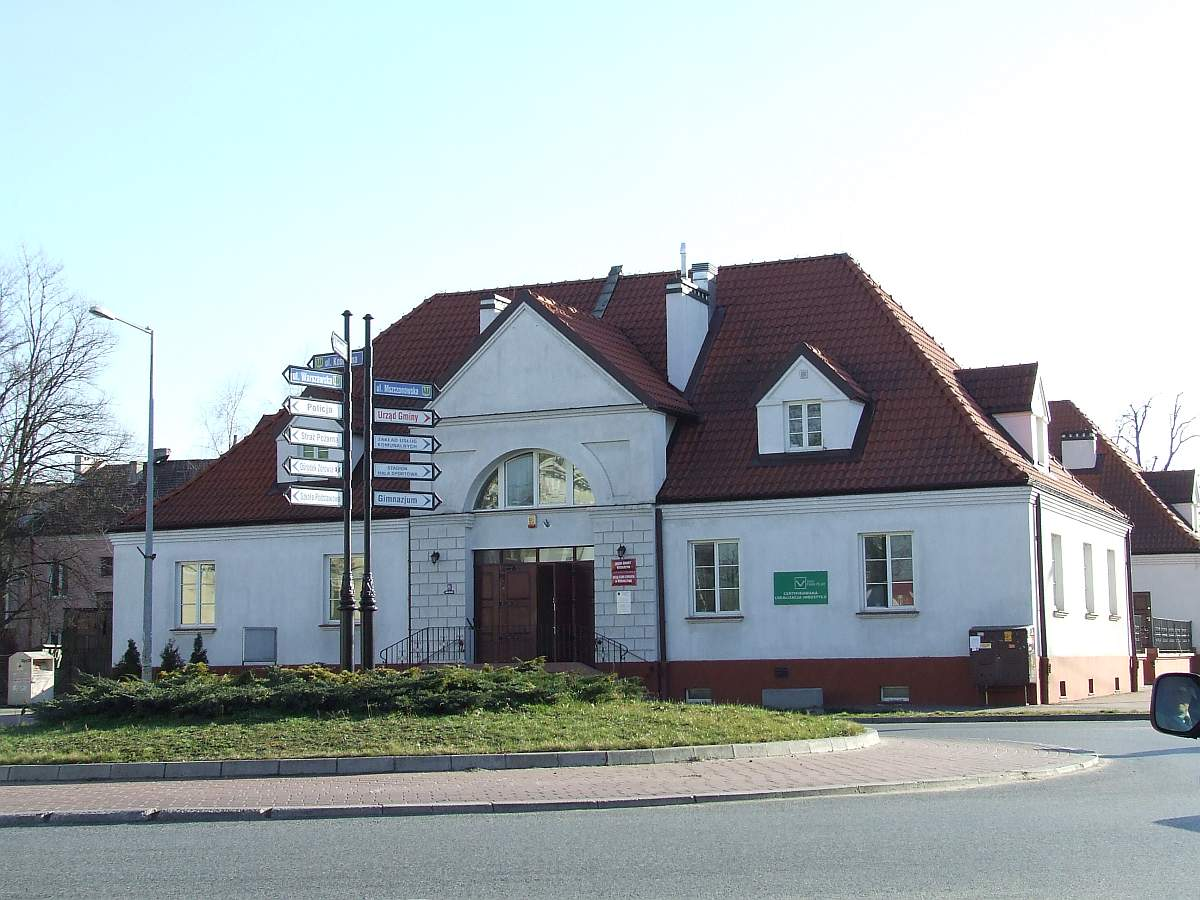
Nadarzyński Ośrodek Kultury

## Obecnie
Swoją działalność prowadzi tutaj ponad 1100 podmiotów gospodarczych. Jest wśród nich ponad 20 dużych firm m.in.: 3M Poland, Scania Polska, MAN, DAF, Mago S.A., Wanzl Sp. z o.o., Schenker Sp. z o.o. oraz centrum handlowe MAXIMUS.
W 2022 otwarto zakłady produkcji wózków do pociągów, metra i tramwajów francuskiego koncernu Alstom, przy których funkcjonuje także centrum serwisowe wózków do pociągów dużej prędkości (do 250 km/godz.).
- Szkoła Podstawowa w Ruścu[14]

## Wspólnoty wyznaniowe

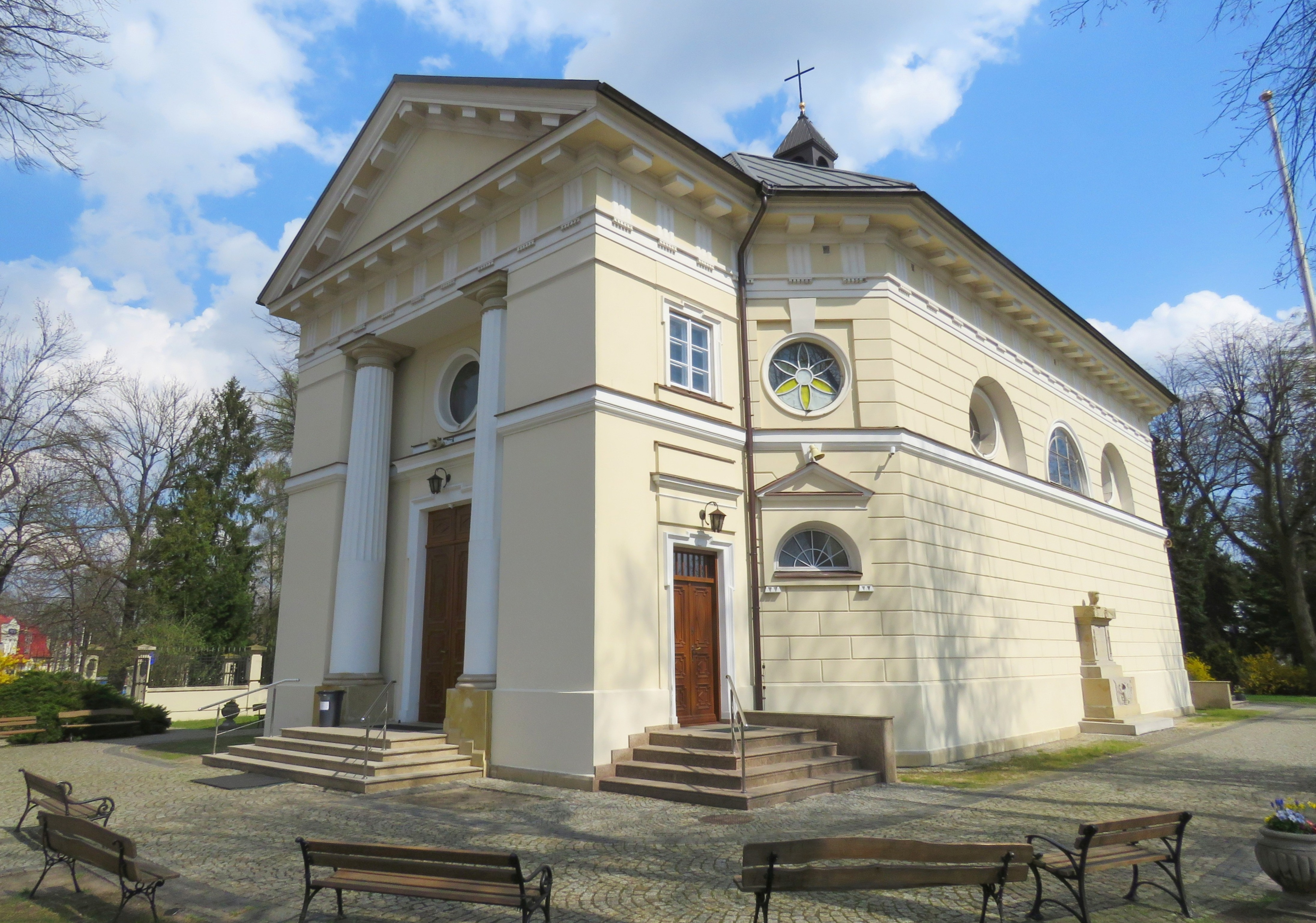
Kościół rzymskokatolicki św. Klemensa

- Chrześcijańska Wspólnota Ewangeliczna – placówka misyjna w Nadarzynie[15]
- Kościół rzymskokatolicki – parafia św. Klemensa[16]
- Świadkowie Jehowy – zbór Nadarzyn, spotykający się w Sali Królestwa w Biurze Oddziału Świadków Jehowy w Polsce[17]

## Sport
W miejscowości działa od roku 1952 Gminny Ludowy Klub Sportowy Nadarzyn, którego drużyna piłkarska od sezonu 2019/2020 występuje w Klasie okręgowej (grupa Warszawa II), a także Ludowy Klub Sportowy Orzeł Nadarzyn oraz Liga Obrony Kraju.